# Ben Niemann
Ben Niemann (Des Moines, 27 luglio 1995) è un giocatore di football americano statunitense che milita nel ruolo di linebacker per i Detroit Lions della National Football League (NFL).

## Carriera

### Kansas City Chiefs
Dopo non essere stato scelto nel Draft NFL 2018, Niemann firmò con i Kansas City Chiefs riuscendo ad entrare nei 53 uomini per l'inizio della stagione regolare. Debuttò nella NFL il 9 settembre 2018 contro i Los Angeles Chargers, giocando negli special team. La prima gara come titolare la disputò l'11 novembre nella vittoria per 26-14 sugli Arizona Cardinals in cui guidò i Chiefs con 6 tackle. Niemann concluse la sua stagione da rookie con 10 tackle in 14 presenze, giocando principalmente negli special team. Scese in campo anche nelle due gare di playoff dei Chiefs, deviando un passaggio nella end zone contro gli Indianapolis Colts nel divisional round e mettendo a segno 2 tackle con gli special team nella finale della AFC contro i New England Patriots.
Nel 2019 Niemann trovò maggior spazio disputando tutte le 16 partite, di cui una come titolare, mettendo a segno 56 tackle e un passaggio deviato. Nei playoff fece registrare 4 tackle contro gli Houston Texans e uno contro i Tennessee Titans nella vittoria che qualificò i Chiefs al Super Bowl LIV. Il 2 febbraio 2020 scese in campo nel Super Bowl LIV contro i San Francisco 49ers che i Chiefs vinsero per 31-20, conquistando il primo titolo dopo cinquant'anni. Nella finalissima mise a segno un tackle.

### Arizona Cardinals
Il 16 giugno 2022 Niemann firmò con gli Arizona Cardinals.

## Palmarès
- Super Bowl : 1

Kansas City Chiefs: LIV
- American Football Conference Championship: 2

Kansas City Chiefs: 2019, 2020

## Vita privata
È il fratello di Nick Niemann, giocatore dei Los Angeles Chargers.